# 200

200(이백)은 199보다 크고 201보다 작은 자연수다.

## 수학
- 합성수로, 그 약수는 총 12개다. (1, 2, 4, 5, 8, 10, 20, 25, 40, 50, 100, 200)
  - 200의 진약수의 합은 265이므로, 200은 과잉수다.
- 자릿수 제곱합이 제곱수인 27번째 자연수다. 이 성질을 지닌 앞의 수는 184, 다음 수는 212이다. (OEIS의 수열 A175396)
  - {\displaystyle 2^{2}+0^{2}+0^{2}=4+0+0=4=2^{2}}
- {\displaystyle 200=6^{2}+8^{2}+10^{2}}
  - 연속하는 세 짝수의 제곱합으로 나타낼 수 있으며, 이 성질을 지닌 앞의 수는 116, 다음 수는 308이다.
- 3번째 아킬레스 수다. 앞의 아킬레스 수는 108, 다음은 288이다.

## 과학·기술
- NGC 200: 물고기자리 방향에 있는 나선은하.
- HTTP 200 (OK): HTTP 접속의 성공을 알리는 상태 코드.

## 교통
- 일본 200번 국도: 후쿠오카현 기타큐슈시 야하타니시구에서 지쿠시노시까지 이어지는 일본의 국도.
- 현도 제200호선

## 군사
- U-200(영어판): 제2차 세계 대전에 사용된 나치 독일의 군용 잠수함.

## 문화유산
- 대한민국의 국보 제200호: 금동보살입상
- 대한민국의 보물 제200호: 경주남산칠불암마애석불 (해제)[a]
- 대한민국의 사적 제200호: 고양 서삼릉

## 방송
- 스카이라이프의 SPOTV 채널 번호.
- B tv의 더M 채널 번호.
- U+ TV에서 미국 국제 방송인 CNN 인터내셔널의 채널 번호.
- LG헬로비전의 투니버스 채널 번호.
- B tv 케이블의 영어 국제 방송인 아리랑TV 채널 번호.

## 스포츠
- 육상 경기 종목 중 200m 달리기가 있다.

## 기타
- 연도: 200년, 기원전 200년
- 200년대
- 카메라에서 널리 쓰이는 ISO 필름 감도.
- 한국십진분류법에서 종교에 관한 책들이 분류되는 번호.

## 200번대의 다른 자연수

### 201~209
- 201 (이백일, CCI, C916) = 3×67
  - 63번째 반소수, 6번째 십오각수.
- 202 (이백이, CCII, CA16) = 2×101
  - 회문수, 64번째 반소수.
  - 연속하는 두 홀수(9, 11)의 제곱합.
- 203 (이백삼, CCIII, CB16) = 7×29
  - 65번째 반소수, 6번째 벨 수.
  - 2부터 8까지 연속하는 자연수 7개의 제곱합.
- 204 (이백사, CCIV, CC16) = 22×3×17
  - 8번째 구각수, 8번째 사각뿔수.
  - 3부터 11까지 연속하는 네 소수의 제곱합.
- 205 (이백오, CCV, CD16) = 5×41
  - 66번째 반소수.
  - 피타고라스 삼조의 빗변의 길이.[b][c]
- 206 (이백육, CCVI, CE16) = 2×103
  - 67번째 반소수, 11번째 불가촉수.
- 207 (이백칠, CCVII, CF16) = 32×23
- 208 (이백팔, CCVIII, D016) = 24×13
  - 12번째 테트라나치 수.
  - 처음 5개의 소수인 2부터 11까지의 소수의 제곱합.
- 209 (이백구, CCIX, D116) = 11×19
  - 68번째 반소수.

### 210~219
- 210 (이백십, CCX, D216) = 2×3×5×7
  - 12번째 불가촉수, 20번째 삼각수, 12번째 오각수.
  - 처음 네 소수의 곱.
  - 연속하는 두 자연수(14, 15)의 곱.
  - 연속하는 세 자연수(5, 6, 7)의 곱.
  - {\displaystyle 210=5^{2}+8^{2}+11^{2}}
- 211 (이백십일, CCXI, D316) 47번째 소수.
  - 15번째 슈퍼 소수.
- 212 (이백십이, CCXII, D416) = 22×53
  - 회문수.
  - 자릿수 제곱합이 제곱수인 28번째 자연수.
- 213 (이백십삼, CCXIII, D516) = 3×71
  - 69번째 반소수.
- 214 (이백십사, CCXIV, D616) = 2×107
  - 70번째 반소수.
- 215 (이백십오, CCXV, D716) = 5×43
  - 71번째 반소수.
- 216 (이백십육, CCXVI, D816) = 23×33 = 63
  - 13번째 불가촉수, 6번째 십육각수.
  - 연속하는 세 자연수(3, 4, 5)의 세제곱합.
- 217 (이백십칠, CCXVII, D916) = 7×31
  - 72번째 반소수, 7번째 십이각수, 9번째 중심있는 육각수.
- 218 (이백십팔, CCXVIII, DA16) = 2×109
  - 73번째 반소수, 서로 다른 두 소수(7, 13)의 제곱합으로 나타낼 수 있는 7번째 반소수.
  - 2번째 섹시 소수쌍(7, 13)의 제곱합.
- 219 (이백십구, CCXIX, DB16) = 3×73
  - 74번째 반소수.

### 220~229
- 220 (이백이십, CCXX, DC16) = 22×5×11
  - 10번째 사면체수, 284와 친화수.
- 221 (이백이십일, CCXXI, DD16) = 13×17
  - 75번째 반소수, 11번째 중심있는 사각수.
  - 자릿수 제곱합이 제곱수인 29번째 자연수.
  - 피타고라스 삼조의 빗변의 길이.[d][e]
- 222 (이백이십이, CCXXII, DE16) = 2×3×37
  - 회문수, 20번째 쐐기수.
- 223 (이백이십삼, CCXXIII, DF16): 48번째 소수.
- 224 (이백이십사, CCXXIV, E016) = 25×7
  - 2부터 5까지 연속하는 네 자연수의 세제곱합.
  - {\displaystyle 224=4^{2}+8^{2}+12^{2}}
- 225 (이백이십오, CCXXV, E116) = 32×52 = 152
  - 9번째 팔각수.
  - 5 이하의 모든 자연수의 세제곱합.
- 226 (이백이십육, CCXXVI, E216) = 2×113
  - 76번째 반소수, 10번째 중심있는 오각수.
- 227 (이백이십칠, CCXXVII, E316) :49번째 소수.
  - 서로 다른 세 소수(3, 7, 13)의 제곱합으로 나타낼 수 있는 3번째 소수.
- 228 (이백이십팔, CCXXVIII, E416) = 22×3×19
- 229 (이백이십구, CCXXIX, E516): 50번째 소수.

### 230~239
- 230 (이백삼십, CCXXX, E616) = 2×5×23
  - 21번째 쐐기수.
  - 6부터 9까지 연속하는 네 자연수의 제곱합.
- 231 (이백삼십일, CCXXXI, E716) = 3×7×11
  - 22번째 쐐기수, 21번째 삼각수, 7번째 팔면체수.
- 232 (이백삼십이, CCXXXII, E816) = 23×29
  - 회문수, 8번째 십각수, 11번째 케이크 수.
- 233 (이백삼십삼, CCXXXIII, E916): 51번째 소수.
  - 16번째 소피 제르맹 소수(↔ 467), 13번째 피보나치 수.
  - 피타고라스 삼조의 빗변의 길이.[f]
- 234 (이백삼십사, CCXXXIV, EA16) = 2×32×13
- 235 (이백삼십오, CCXXXV, EB16) = 5×47
  - 77번째 반소수, 10번째 칠각수, 5번째 이십오각수, 13번째 중심있는 삼각수.
- 236 (이백삼십육, CCXXXVI, EC16) = 22×59
  - 13번째 펜타나치 수.
  - 자릿수 제곱합이 제곱수인 30번째 자연수.
- 237 (이백삼십칠, CCXXXVII, ED16) = 3×79
  - 78번째 반소수.
- 238 (이백삼십팔, CCXXXVIII, EE16) = 2×7×17
  - 23번째 쐐기수, 14번째 불가촉수.
- 239 (이백삼십구, CCXXXIX, EF16): 52번째 소수.
  - 17번째 소피 제르맹 소수(↔ 479).

### 240~249
- 240 (이백사십, CCXL, F016) = 24×3×5
  - 12번째 고도 합성수.
  - 연속하는 두 자연수(15, 16)의 곱.
- 241 (이백사십일, CCXLI, F116) 53번째 소수.
  - 16번째 슈퍼 소수, 9번째 프로트 소수({\displaystyle 15\times 2^{4}+1}).
  - 피타고라스 삼조의 빗변의 길이.[g]
- 242 (이백사십이, CCXLII, F216) = 2×112
  - 회문수.
- 243 (이백사십삼, CCXLIII, F316) = 35
- 244 (이백사십사, CCXLIV, F416) = 22×61
  - 자릿수 제곱합이 제곱수인 31번째 자연수.
  - 연속하는 두 짝수(10, 12)의 제곱합, 처음 두 홀수(1, 3)의 5제곱합.
- 245 (이백사십오, CCXLV, F516) = 5×72
  - 연속하는 세 자연수 8, 9, 10의 제곱합.
- 246 (이백사십육, CCXLVI, F616) = 2×3×41
  - 24번째 쐐기수, 15번째 불가촉수, 6번째 십팔각수.
- 247 (이백사십칠, CCXLVII, F716) = 13×19
  - 79번째 반소수, 13번째 오각수.
- 248 (이백사십팔, CCXLVIII, F816) = 23×31
  - 16번째 불가촉수, 14번째 헥사나치 수.
- 249 (이백사십구, CCXLIX, F916) = 3×83
  - 80번째 반소수.

### 250~259
- 250 (이백오십, CCL, FA16) = 2×53
  - {\displaystyle 250={\frac {1}{4}}\times 10^{3}}
- 251 (이백오십일, CCLI, FB16): 54번째 소수.
  - 18번째 소피 제르맹 소수(↔ 503).
  - 연속하는 세 홀수 7, 9, 11의 제곱합.
- 252 (이백오십이, CCLII, FC16) = 22×32×7
  - 회문수, 7번째 육각뿔수.
- 253 (이백오십삼, CCLIII, FD16) = 11×23
  - 81번째 반소수, 15번째 헵타나치 수, 22번째 삼각수, 9번째 중심있는 칠각수.
- 254 (이백오십사, CCLIV, FE16) = 2×127
  - 82번째 반소수.
- 255 (이백오십오, CCLV, FF16) = 3×5×17
  - 25번째 쐐기수, 5번째 이십면체수.
  - 5부터 9까지 연속하는 자연수 5개의 제곱합.
- 256 (이백오십육, CCLVI, 10016) = 28 = 44 = 162
- 257 (이백오십칠, CCLVII, 10116): 55번째 소수.
  - 4번째 페르마 소수, 10번째 프로트 소수. ({\displaystyle 257=2^{8}+1})
- 258 (이백오십팔, CCLVIII, 10216) = 2×3×43
  - 26번째 쐐기수.
- 259 (이백오십구, CCLIX, 10316) = 7×37
  - 83번째 반소수.

### 260~269
- 260 (이백육십, CCLX, 10416) = 22×5×13
  - 8번째 십일각수.
- 261 (이백육십일, CCLXI, 10516) = 32×29
  - 9번째 구각수.
  - {\displaystyle 261=6^{2}+9^{2}+12^{2}}
- 262 (이백육십이, CCLXII, 10616) = 2×131
  - 회문수, 84번째 반소수, 17번째 불가촉수.
- 263 (이백육십삼, CCLXIII, 10716): 56번째 소수.
  - 12번째 안전 소수(↔ 131).
  - 자릿수 제곱합이 제곱수인 32번째 자연수.
- 264 (이백육십사, CCLXIV, 10816) = 23×3×11
  - 연속하는 두 오각수(12, 22)의 곱.
- 265 (이백육십오, CCLXV, 10916) = 5×53
  - 85번째 반소수, 12번째 중심있는 사각수.
  - 피타고라스 삼조의 빗변의 길이.[h][i]
- 266 (이백육십육, CCLXVI, 10A16) = 2×7×19
  - 27번째 쐐기수.
- 267 (이백육십칠, CCLXVII, 10B16) = 3×89
  - 86번째 반소수.
- 268 (이백육십팔, CCLXVIII, 10C16) = 22×67
  - 18번째 불가촉수.
- 269 (이백육십구, CCLXIX, 10D16): 57번째 소수.
  - 자릿수 제곱합이 제곱수인 33번째 자연수.
  - 피타고라스 삼조의 빗변의 길이.[j]

### 270~279
- 270 (이백칠십, CCLXX, 10E16) = 2×33×5
- 271 (이백칠십일, CCLXXI, 10F16): 58번째 소수.
  - 10번째 중심있는 육각수.
  - 4부터 9까지 연속하는 자연수 6개의 제곱합.
- 272 (이백칠십이, CCLXXII, 11016) = 24×17
  - 회문수.
  - 연속하는 두 자연수(16, 17)의 곱.
- 273 (이백칠십삼, CCLXXIII, 11116) = 3×7×13
  - 28번째 쐐기수.
- 274 (이백칠십사, CCLXXIV, 11216) = 2×137
  - 87번째 반소수, 12번째 트리보나치 수, 14번째 중심있는 삼각수.
- 275 (이백칠십오, CCLXXV, 11316) = 52×11
  - {\displaystyle 275=5^{2}+9^{2}+13^{2}}
  - 연속하는 두 소수(2, 3)의 5제곱합.
- 276 (이백칠십육, CCLXXVI, 11416) = 22×3×23
  - 19번째 불가촉수, 23번째 삼각수, 6번째 이십각수, 11번째 중심있는 오각수.
- 277 (이백칠십칠, CCLXXVII, 11516): 59번째 소수.
  - 17번째 슈퍼 소수.
  - 피타고라스 삼조의 빗변의 길이.[k]
- 278 (이백칠십팔, CCLXXVIII, 11616) = 2×139
  - 88번째 반소수.
- 279 (이백칠십구, CCLXXIX, 11716) = 32×31

### 280~289
- 280 (이백팔십, CCLXXX, 11816) = 23×5×7
  - 10번째 팔각수, 7번째 십오각수.
  - 3부터 9까지 연속하는 자연수 7개의 제곱합.
- 281 (이백팔십일, CCLXXXI, 11916): 60번째 소수.
  - 19번째 소피 제르맹 소수(↔ 563).
  - 피타고라스 삼조의 빗변의 길이.[l]
- 282 (이백팔십이, CCLXXXII, 11A16) = 2×3×47
  - 회문수, 29번째 쐐기수.
- 283 (이백팔십삼, CCLXXXIII, 11B16): 61번째 소수.
  - 18번째 슈퍼 소수.
- 284 (이백팔십사, CCLXXXIV, 11C16) = 22×71
  - 220과 친화수.
  - 2부터 9까지 연속하는 자연수 8개의 제곱합.
- 285 (이백팔십오, CCLXXXV, 11D16) = 3×5×19
  - 30번째 쐐기수, 5번째 삼십각수, 9번째 사각뿔수.
  - 3부터 11까지 연속하는 홀수 5개의 제곱합.
- 286 (이백팔십육, CCLXXXVI, 11E16) = 2×11×13
  - 31번째 쐐기수, 11번째 칠각수, 11번째 사면체수.
- 287 (이백팔십칠, CCLXXXVII, 11F16) = 7×41
  - 89번째 반소수, 14번째 오각수.
- 288 (이백팔십팔, CCLXXXVIII, 12016) = 25×32
  - 4번째 아킬레스 수, 20번째 불가촉수, 8번째 십이각수, 8번째 오각뿔수.
  - 4!까지의 곱.
  - 연속하는 두 짝수(16, 18)의 곱, 연속하는 세 짝수(2, 4, 6)의 세제곱합.
- 289 (이백팔십구, CCLXXXIX, 12116) = 172
  - 90번째 반소수.
  - 피타고라스 삼조의 빗변의 길이.[m]

### 290~299
- 290 (이백구십, CCXC, 12216) = 2×5×29
  - 32번째 쐐기수, 21번째 불가촉수.
  - 연속하는 두 홀수 및 소수(11, 13)의 제곱합.
- 291 (이백구십일, CCXCI, 12316) = 3×97
  - 91번째 반소수.
- 292 (이백구십이, CCXCII, 12416) = 22×73
  - 회문수, 22번째 불가촉수.
  - 연속하는 두 개의 중심있는 오각수(6, 16)의 제곱합.
- 293 (이백구십삼, CCXCIII, 12516): 62번째 소수.
  - 20번째 소피 제르맹 소수(↔ 587).
  - 피타고라스 삼조의 빗변의 길이.[n]
- 294 (이백구십사, CCXCIV, 12616) = 2×3×72
  - 7부터 10까지 연속하는 네 자연수의 제곱합.
- 295 (이백구십오, CCXCV, 12716) = 5×59
  - 92번째 반소수.
- 296 (이백구십육, CCXCVI, 12816) = 23×37
  - 자릿수 제곱합이 제곱수인 34번째 자연수.
- 297 (이백구십칠, CCXCVII, 12916) = 33×11
  - 6번째 카프리카 수[o], 9번째 십각수.
- 298 (이백구십팔, CCXCVIII, 12A16) = 2×149
  - 93번째 반소수, 서로 다른 두 소수(3, 17)의 제곱합으로 나타낼 수 있는 8번째 반소수.
- 299 (이백구십구, CCXCIX, 12B16) = 13×23
  - 94번째 반소수, 12번째 케이크 수.